# Kaesŏng
Kaesŏng (개성특급시?, 開城特級市?, Kaeseong-Teukkeup-siLR, Kaesŏng-T'ŭkkŭpsiMR) è una città della Corea del Nord. È la più meridionale delle città nordcoreane, ed inoltre fu capitale della Corea, durante la dinastia Koryŏ.
Kaesŏng è nota come il più importante mercato del ginseng coreano, famoso in tutto il mondo. È anche conosciuta come la città del Sŏnggyun'gwan, l'istituto di formazione più importante delle dinastie Koryŏ e Chosŏn.
È anche una zona a statuto speciale dove sono presenti delle industrie della Corea del Sud, con lavoratori nordcoreani e sudcoreani. Nell'aprile 2013, a causa delle forti tensioni tra Corea del Nord e Corea del Sud, è stato vietato l'accesso ai lavoratori sudcoreani. Il divieto è stato revocato a settembre dello stesso anno.